# Australopacifica
Australopacifica ist eine Gattung der Landplanarien. Die Gattung wurde eingerichtet, weil teilweise die für die eindeutige, systematische Einordnung genutzten Merkmale bei manchen Arten unbekannt sind.

## Systematik
Während der zweiten Hälfte des 19. und der ersten Hälfte des 20. Jahrhunderts wurden viele Arten der Landplanarien beschrieben und ausschließlich auf Grundlage äußerer Merkmale klassifiziert. Heute werden sie überwiegend auf der Basis der inneren Anatomie, vor allem des Kopulationsapparats, den entsprechenden Gattungen zugewiesen. Aus diesem Grund gibt es Arten, von denen nur die alte Beschreibung vorhanden ist, so dass ihre innere Anatomie und der Aufbau des Kopulationsapparats unbekannt ist. Diese Arten können nicht der korrekten Gattung zugeordnet werden. Deshalb wurde die Gattung Australopacifica errichtet, um solche Arten des Tribus Caenoplanini vorläufig unterzubringen.

## Arten
Der Gattung Australopacifica gehören folgende Arten an:
- Australopacifica albolineata (Steel, 1897)
- Australopacifica alfordensis (Dendy, 1896)
- Australopacifica antarctica (Dendy, 1909)
- Australopacifica aurantia (Whitehouse, 1914)
- Australopacifica austiniana (Schröder, 1924)
- Australopacifica blomefieldi (Graff, 1899)
- Australopacifica buettneri (Graff, 1899)
- Australopacifica castanea (Graff, 1899)
- Australopacifica challengeri (Graff, 1899)
- Australopacifica chamissoniana (Schröder, 1924)
- Australopacifica cooperi (Dendy, 1901)
- Australopacifica cucullata (Dendy, 1896)
- Australopacifica dendyi (Spencer, 1891)
- Australopacifica dietrichiana (Schröder, 1924)
- Australopacifica eschscholtziana (Schröder, 1924)
- Australopacifica fagicola (Dendy, 1901)
- Australopacifica flavimarginata (Dendy, 1896)
- Australopacifica gamblei (Graff, 1898)
- Australopacifica gelatinosa (Dendy, 1894)
- Australopacifica graminicola (Steel, 1900)
- Australopacifica greeni (Graff, 1899)
- Australopacifica gregoryana (Schröder, 1924)
- Australopacifica grubei (Graff, 1899)
- Australopacifica guentheri (Graff, 1899)
- Australopacifica hamiltoni (Dendy, 1894)
- Australopacifica himalayensis (Whitehouse, 1919)
- Australopacifica hoggii (Dendy, 1891)
- Australopacifica howitti (Dendy, 1891)
- Australopacifica humberti (Graff, 1899)
- Australopacifica huttoni (Graff, 1899)
- Australopacifica ijimai (Graff, 1899)
- Australopacifica inflata (Graff, 1899)
- Australopacifica iris (Dendy, 1896)
- Australopacifica jacksoniana (Dendy, 1896)
- Australopacifica korotneffi (Graff, 1899)
- Australopacifica kotzebueana (Schröder, 1924)
- Australopacifica krausi (Graff, 1899)
- Australopacifica laingii (Dendy, 1894)
- Australopacifica lapidicola (Stimpson, 1857)
- Australopacifica lateropunctata (Dendy, 1901)
- Australopacifica leichhardtiana (Schröder, 1924)
- Australopacifica leuckarti (Graff, 1899)
- Australopacifica lucasi (Dendy, 1891)
- Australopacifica maculosa (Whitehouse, 1919)
- Australopacifica martensi (Graff, 1899)
- Australopacifica meridionalis (Graff, 1899)
- Australopacifica metschnikoffi (Graff, 1899)
- Australopacifica moebiusi (Graff, 1899)
- Australopacifica mortoni (Dendy, 1894)
- Australopacifica muelleriana (Schröder, 1924)
- Australopacifica nichollsi (Dendy, 1915)
- Australopacifica parva (Steel, 1897)
- Australopacifica pulverulenta (Graff, 1899)
- Australopacifica regina (Dendy, 1892)
- Australopacifica robusta (Steel, 1897)
- Australopacifica rotunda (Whitehouse, 1919)
- Australopacifica rouxiana (Schröder, 1924)
- Australopacifica sarasiniana (Schröder, 1924)
- Australopacifica scaphoidea (Steel, 1900)
- Australopacifica semoniana (Schröder, 1924)
- Australopacifica sowerbyi (Graff, 1899)
- Australopacifica spectabilis (Dendy, 1894)
- Australopacifica splendens (Dendy, 1894)
- Australopacifica striata (Whitehouse, 1919)
- Australopacifica subpallida (Hyman, 1939)
- Australopacifica subviridis (Moseley, 1877)
- Australopacifica treubi (Graff, 1899)
- Australopacifica trifasciata (Steel, 1897)
- Australopacifica walhallae (Dendy, 1891)
- Australopacifica warragulensis (Graff, 1899)
- Australopacifica willeyi (Busson, 1903)
- Australopacifica zebra (Schröder, 1924)